# Die Insel Berande
Die Insel Berande (engl. Adventure) ist der Titel eines 1911 publizierten Südsee-Abenteuerromans des US-amerikanischen Schriftstellers Jack London. In der aktionsreichen Geschichte über die Partnerschaft eines englischen Plantagenbesitzers und einer jungen Amerikanerin porträtiert der Autor die wirtschaftliche und soziale Situation auf den Salomon-Inseln zur Kolonialzeit und diskutiert neben der Emanzipationsfrage die Beziehung der Weißen zu den Insulanern. Die deutsche Übersetzung von Erwin Magnus erschien 1926.

## Überblick

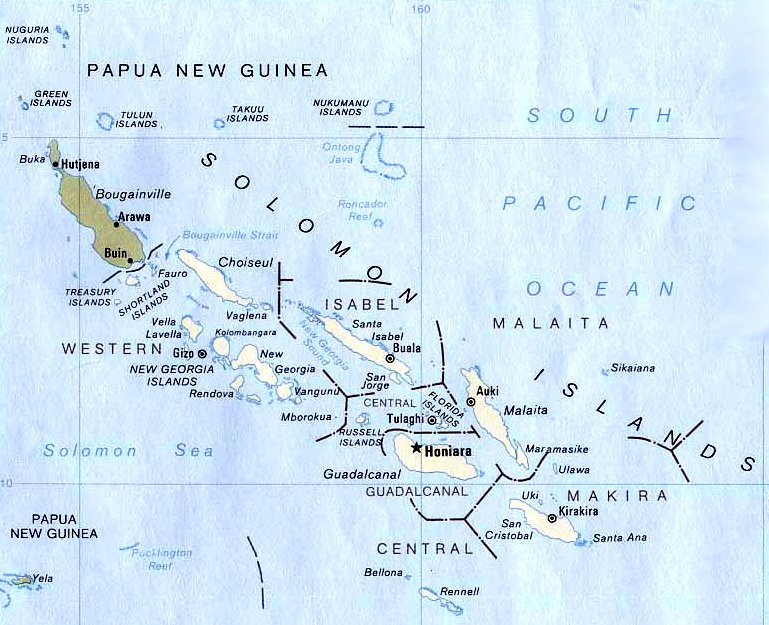
Die Salomon-Inseln

Haupthandlungsorte des 1909 spielenden Romans sind die „Berande-Plantage“ auf der Salomon-Insel Guadalcanal und das angrenzende Seegebiet mit den Florida-Inseln und Malaita. Der englische Plantagenbesitzer David Scheldon ist nach dem Untergang seines Handelsschiffes und dem Tod seines Kompagnons in finanziellen Schwierigkeiten und verhandelt über den Verkauf seines Betriebs. Da strandet die junge Amerikanerin Joan Lackland mit ihren tahitianischen Seeleuten an seiner Küste und bietet ihm an, seine Teilhaberin zu werden. Mit ihren modernen Vorstellungen von der Ungebundenheit und Gleichberechtigung der Frau, von der Führung der Arbeitskräfte und der Lösung der wirtschaftlichen Probleme sowie mit ihrer Kritik am Kolonialismus der Weißen stellt sie Scheldons Rollenverständnis in Frage, doch ist er von ihren erfolgreichen unkonventionellen Methoden beeindruckt. Eine Konfliktsituation entwickelt sich, als der Abenteurer John Tudor auf die Insel kommt, um Gold zu suchen, und mit David um Joan rivalisiert. Scheldon siegt im abschließenden Showdown und heiratet Joan.
| → Kapitelübersicht |
| 1. Auf David Scheldons Plantage sind viele schwarze Arbeiter an Ruhr erkrankt. Auch er ist durch Fieber geschwächt und wartet auf die Rückkehr seines Kompagnons mit neuen Arbeitern. 2. Der Untergang seines Schiffes und der Tod seines Teilhabers vergrößern die finanziellen Schwierigkeiten Davids. Die junge Amerikanerin Joan Lackland rettet sich nach einem Schiffbruch an seinen Strand und wird von ihm als Gast aufgenommen. Sie will auf einer der Inseln eine Plantage anlegen. 3. Die emanzipierte Amerikanerin reformiert Scheldons Plantagenbetrieb und diskutiert mit ihm über die Herrschaft der Weißen und eine menschliche Behandlung der Arbeiter. 4. Joan und David diskutieren über die Emanzipation der Frau. Sie lernt die Konflikte der weißen Plantagenbesitzer mit den schwarzen Arbeitern kennen. 5. Joan wird Teilhaberin der verschuldeten Plantage Davids und plant den Kauf eines Schiffes. Goldsucher Von Blix und John Tudor kommen auf die Insel und bereiten eine Expedition in die Berge vor. 6. Joan ersteigert den auf einem Riff festsitzenden Schoner „Martha“ und organisiert die Rettungsaktion. 7. Kapitän Munster erzählt David von den Aktionen Joans, die „Martha“ freizuziehen und Arbeiter auf Malaita anzuwerben. 8. David spricht mit Joan über seine Liebe zu ihr. Sie will jedoch nur eine geschäftliche Beziehung, weil sie die Dominanz eines Mannes fürchtet. Bei einer Untersuchung der Arbeiterunterkünfte werden versteckte Waffen gefunden. Einer der Diebe greift Joan bei einem Ausritt durch die Plantage an und flieht daraufhin mit seiner Gruppe in den Busch. Die Ausreißer werden verfolgt und z. T. wieder gefangen. 9. Die Goldsucher-Expedition ist von Buschleuten angegriffen worden. David und Joan gelingt mit einer Suchmannschaft in den Bergen die Rettung des kranken Tudor. 10. Auf der Suche nach weiteren Expeditionsmitgliedern finden sie in einem Kopfjäger-Dorf die Schädel der Goldsucher. 11. Nach Tudors Genesung bedrängt er Joan. Als sie ihn zurückweist, fordert er David aus Eifersucht zu einem abenteuerlichen Kampfspiel im Palmenwald. David besiegt ihn und heiratet Joan. |

## Handlung

### Die Berande-Plantage
Im ersten Kapitel wird David Scheldons schwierige Situation auf seiner Plantage beschrieben. Viele seiner 200 „Rekruten“, d. h. für einige Jahre angeworbene Kontraktarbeiter von der Insel Malaita, sind an Dysenterie erkrankt. Täglich sterben einige von ihnen und dies erschwert den Aufbau der Palmenpflanzungen, die erst nach sieben Jahre profitabel sind. Da er selbst Fieber hat und geschwächt ist, lässt David sich von einem als „zweibeiniges Pferd“ bezeichneten Schwarzen auf der Plantage herumtragen. Diese Situation nutzen einige Arbeiter zur Flucht in den Busch. Ihre Verfolgung und Rückführung übernimmt Seelee, der Häuptling des Nachbardorfes Balesuna, und erhält dafür eine Kiste Tabak, drei Faden Kaliko und ein Messer. Die Ausreißer werden hart bestraft: Weil sie den Vertrag gebrochen haben, lässt Scheldon sie öffentlich von anderen Insulanern auspeitschen und verurteilt sie zu einem Jahr zusätzlicher Arbeit auf der Plantage. Auf den Protest hin, diese Behandlung sei ungesetzlich, zwingt Scheldon sie mit seiner Pistole zur Ausführung des Befehls. Er weiß, dass jeder der Arbeiter ihm körperlich überlegen ist. Deshalb muss er die Herrschaft des Stärkeren täglich beweisen: „Hass, Mordgier und Rachedurst besaßen sie im Übermaß. Aber eines fehlt ihnen, eben das, was er besaß: den Zorn des Herrschenden, der nicht zu löschen war, der […] jederzeit bereit war, aufzulodern und sie zu vernichten.“ Der Erzähler kommentiert die Unterwerfung des schwarzen Arbeiters: „Unglücklicherweise kannte der das Wesen der Weißen nicht. Dieser merkwürdige Weiße belehrte ihn […] eines Besseren.“
Scheldon hofft auf die Rückkehr seines Teilhabers Hughie Drummond mit neuen Arbeitskräften auf ihrem Handelsschiff „Jessie“, um die angespannte Situation auf der verschuldeten Plantage zu entschärfen. Aber drei Tage nach der Auspeitschung kommt die nächste schlechte Nachricht. Das Schiff bringt an Schwarzfieber erkrankte Seeleute und Passagiere aus Malaita, viele sind bereits tot oder sterben bei der Ankunft, wie Drummond. (Kap. 2) Dieser Misserfolg steigert sich noch, als kurz darauf ein heftiger Sturm die „Jessie“ stranden lässt und Kapitän Olson und die Besatzung ertrinken. Der Verlust des Schiffes ist für David ein großer finanzieller Rückschlag, da er durch die Handelsfahrten Geld verdienen und damit Defizite der Plantagenwirtschaft ausgleichen konnte. Nun muss Scheldon mit zwei Kaufleuten, Morgan und Raff, über den Verkauf seines Betriebs verhandeln. Diese bieten allerdings viel weniger, als David bisher investiert hat (Kap. 5) und Scheldon nutzt andere Möglichkeiten, die sich mit der Ankunft einer jungen Amerikanerin ergeben.

### Joan Lacklands Diskussion mit David Scheldon über ihre emanzipatorische Vorstellung und ihre Pläne
Die Amerikanerin Joan Lackland ist mit ihrem Schiff „Miélé“ in einen Sturm geraten und auf einem Riff aufgelaufen. Sie und ihre tahitianischen Seeleute retten sich in einem Boot zu Scheldons Plantage.
Die 22-jährige Joan wurde 1887 auf Hawaii geboren, ist in den USA zur Schule gegangen und hat von ihrem unternehmungsfreudigen und Bankrott-erfahrenen Vater Kenntnisse in der Plantagenwirtschaft und der Seefahrt erworben. Auf ihrem Weg zu einem neuen Projekt in Polynesien starb der Vater und sie versucht nun, in einer Mischung aus Romantik und Abenteuer, eine eigene Plantage aufzubauen. (Kap. 3) Sie ist eine emanzipierte junge Frau, die sich nicht von Männern bevormunden lässt. Sie strebt keine Rolle als Ehefrau an, sondern möchte, wie sie es bei ihrem Vater gelernt hat, ihr Leben selbst bestimmen. David ist dagegen konservativ traditionell geprägt und durch die mit einer Pistole bewaffnete und mit polynesischen Seeleuten allein herumreisende Frau in seinen Rollenbildern verunsichert (Kap. 5). Aber er nimmt Joan bei sich auf, lässt sie ein Grashaus als Unterkunft bauen und seinen Plantagenbetrieb reformieren: Ihre Tahitianer errichten eine neue saubere Krankenstation anstelle der alten verseuchten. Sie stellt die einseitige salzlose Kartoffelernährung um, indem sie das Angebot der Natur nutzt: wilde Tomaten, Kräuter, Fische, Muscheln, Enten, Tauben usw. (Kap. 3)

### Die Behandlung der Plantagenarbeiter
Joan diskutiert mit David über die Behandlung der schwarzen Arbeiter (Kap. 3). Sie kam bei den Hawaiianern und Polynesiern immer mit ihrer freundlichen Methode, mit Verständnis und Milde, gut zurecht und gewann ihr Vertrauen, auch durch gute Bezahlung. Ihre Leute bekommen 15 Dollar im Monat, während Davids Salomon-Insulanern den in dieser Region üblichen 30-Dollar-Jahreslohn erhalten. Joan kritisiert vor allem die Einstellung der weißen Plantagenbesitzer und bewertet das Recht des Stärkeren als Gesetzesverstoß und unnötige Grausamkeit.
David widerspricht ihr nicht prinzipiell, erklärt aber seine Haltung und die Situation auf der Plantage aus der Vergangenheit: Er hat aus Unkenntnis vom Vorbesitzer der Pflanzung viele Kriminelle übernommen, die auf der Flucht vor ihren Rächern von Anwerbern aufgelesen und den Plantagenbesitzern vermittelt worden sind. Am Anfang versuchte er es, wie Joan es vorschlägt, mit Freundlichkeit, doch musste er, um zu überleben, seine Methode auf Härte umstellen. Die Aufsässigkeit vieler Salomon-Insulaner sieht er als Beleidigung aller Weißen an. Deshalb statuiert er immer wieder ein Exempel und verprügelt aufsässige Arbeiter oder bedroht sie mit der Pistole, wenn sie sich nicht an die Regeln halten, z. B. wenn sie davonlaufen oder unangemeldet seinen eingezäunten Garten betreten. Er rechtfertigt dies mit der aggressiven Natur der Melanesier. Sie würden keine Dankbarkeit und Empathie kennen und wollten seine Widerstandskraft testen: Die Kannibalen legten jede Freundlichkeit als Schwäche und Angst aus und nutzten die Nachgiebigkeit, um die Herrschaft zu erobern und den Unterlegenen zu schlachten. (Kap. 3)
Joan sieht das Problem der Plantagenwirtschaft eher strukturell und kommentiert traurig: „[I]ch vermute, dass der Weiße nun einmal herrschen muss. […] Blindes Schicksal unserer Rasse. […] Wir Weiße sind seit Urzeiten Land- und Seeräuber gewesen. Ich vermute, dass es uns im Blut liegt und dass wir nicht davon loskommen können.“ (Kap. 3) In einem anderen Gespräch (Kap. 4) meint sie, dass die Weißen hier nie in der Lage sein werden, ohne Sklaven eine Plantage zu führen, weil sie in diesem Klima keine körperliche Arbeit verrichten können: „Und das bedeutet Sklaverei.“ David stimmt ihr zu, verbindet ihre Kritik jedoch mit seiner Bewertung der Insulaner: „[W]ie überall in den Tropen. Die Schwarzen, die Braunen und die Gelben müssen die Arbeit unter Aufsicht der Weißen verrichten. […] Die Arbeit der Schwarzen ist jedoch zu unergiebig, und wir werden bald chinesische und indische Kulis einführen müssen. […] Ich meinerseits habe die Schwarzen herzlich satt.“

### Joans Erfahrungen mit der Realität der Salomon-Inseln

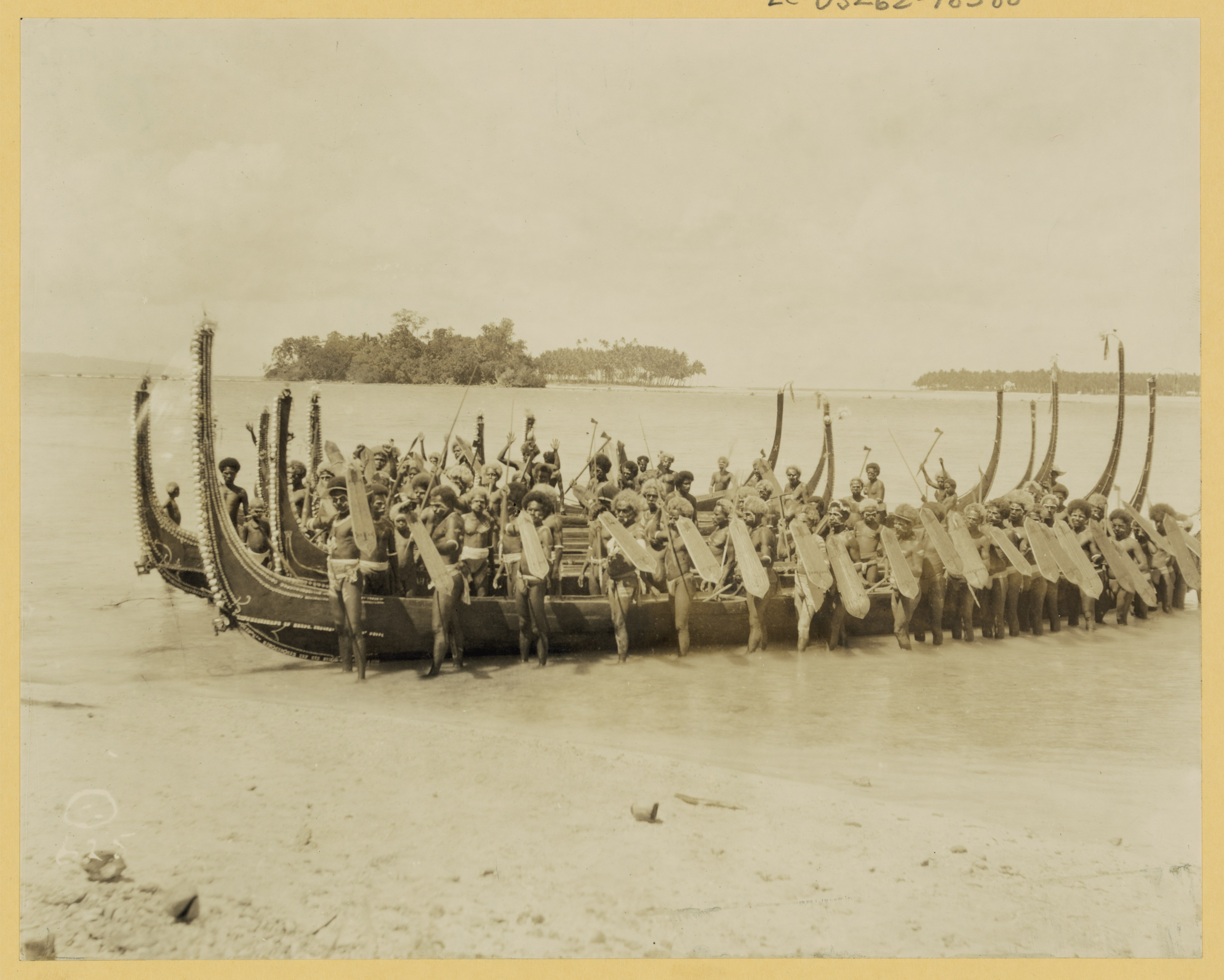
Salomoninsel-Krieger, Anfang des 20. Jhs.

Joan lernt in Konfliktsituationen die angespannte Lage auf den Salomon-Inseln kennen. (Kap. 3) Als es eines Tages zu einer Auseinandersetzung mit den Arbeitern kommt, weil David zwei schwarze Köchinnen vor ihnen schützt, droht er einem starken Insulaner zu unterliegen. Joan schießt David frei und vertreibt damit die Demonstranten. Beide interpretieren den Zwischenfall unterschiedlich: David sieht ihn als Beispiel für die niedere Entwicklungsstufe der Schwarzen. Sie forderten die Herausgabe der beiden Frauen, um sie zu töten, denn diese „Marys“ hatten gegen eine Regel verstoßen: Als minderwertige, verachtete Wesen durften sie nicht in demselben Kessel baden wie die Männer. Joan wirft David vor, entsprechend seiner Disziplinierungsvorstellung die Auseinandersetzung mit einem Angriff begonnen zu haben und sie zu einem Schuss gezwungen zu haben, der den Schwarzen hätte töten können, was sie belastet.
Joan wird während ihres Aufenthaltes auf Davids Plantage immer wieder in Auseinandersetzungen mit den Insulanern hineingezogen und lernt die magische Vorstellungswelt der Schwarzen kennen, die zu Missverständnissen und Spannungen führt und oft nicht friedlich zu lösen sind. (Kap. 4) Es beginnt mit Nachrichten des Kapitäns der „Minerva“ Christian Young, eines auf der Norfolkinsel geborenen Nachkommen des Bounty-Meuterers Young. Er bringt David den auf Schwarze trainierten Wachhund „Satan“ und berichtet von Überfällen der mit Gewehren bewaffneten Port Adams-Bande aus Süd-Malaita auf weiße Siedler und auf Davids Händler Oskar auf Ugi. Ein Kriegsschiff sei unterwegs, um für Ruhe zu sorgen und den Tod des ermordeten Kapitäns der „Minota“ Mackenzie zu rächen. Bald darauf kommt ein Bote mit einem Hilferuf Bouchers von der zwölf Meilen entfernten Handelsstation. Er hat Angst, dass es ihm so wie seinem Vorgänger Packard ergeht, der von seinen eigenen Leuten getötet wurde. Die Port-Adams-Bande hat sich an seinem Strand niedergelassen und seine Schweine geschlachtet. Mit einer gemischten Mannschaft aus seinen und Joans Leuten rudert David zur Station, verhandelt mit der Bande und zwingt sie, die Schweine zu bezahlen.
Während Davids Abwesenheit betritt eine Gruppe seiner Arbeiter den Garten. Aroa, ein von der Krankheit Genesener, fordert von Joan Entschädigung für den Tod seines Bruders Bawo, der im Hospital an Ruhr gestorben ist. Er sieht als Ursache die Medizin an, mit der die Kranken behandelt wurden. Joan, die selbst die Arznei verabreicht hat, versucht ohne Erfolg, ihm das Missverständnis zu erklären. Sie ist über die Undankbarkeit der Schwarzen enttäuscht, schlägt den Aroa unterstützenden und sie bedrängenden Gogoomy auf den Kopf und pfeift nach Satan. Darauf flüchten die Arbeiter aus Angst vor dem Hund. Nach Davids Rückkehr gibt es eine ähnliche, noch bedrohlichere Situation. Die berüchtigte Port Adams-Bande legt am Berande-Strand an, einige richten die Gewehre auf David und der Häuptling Telepasse will für Gogoomys Züchtigung durch Joan eine Zahlung. Diese kommt David zu Hilfe, wirft eine zischende Dynamitpatronenattrappe in die Gruppe und hetzt Satan auf sie. Die Schwarzen retten sich auf Kokospalmen. David ruft seine Arbeiter herbei. Sie sind als „Buschleute“ mit Telepasses „Salzwasserleuten“ verfeindet und zwingen sie, die Insel zu verlassen. (Kap. 4)

### David und Joans wirtschaftliche Kooperation

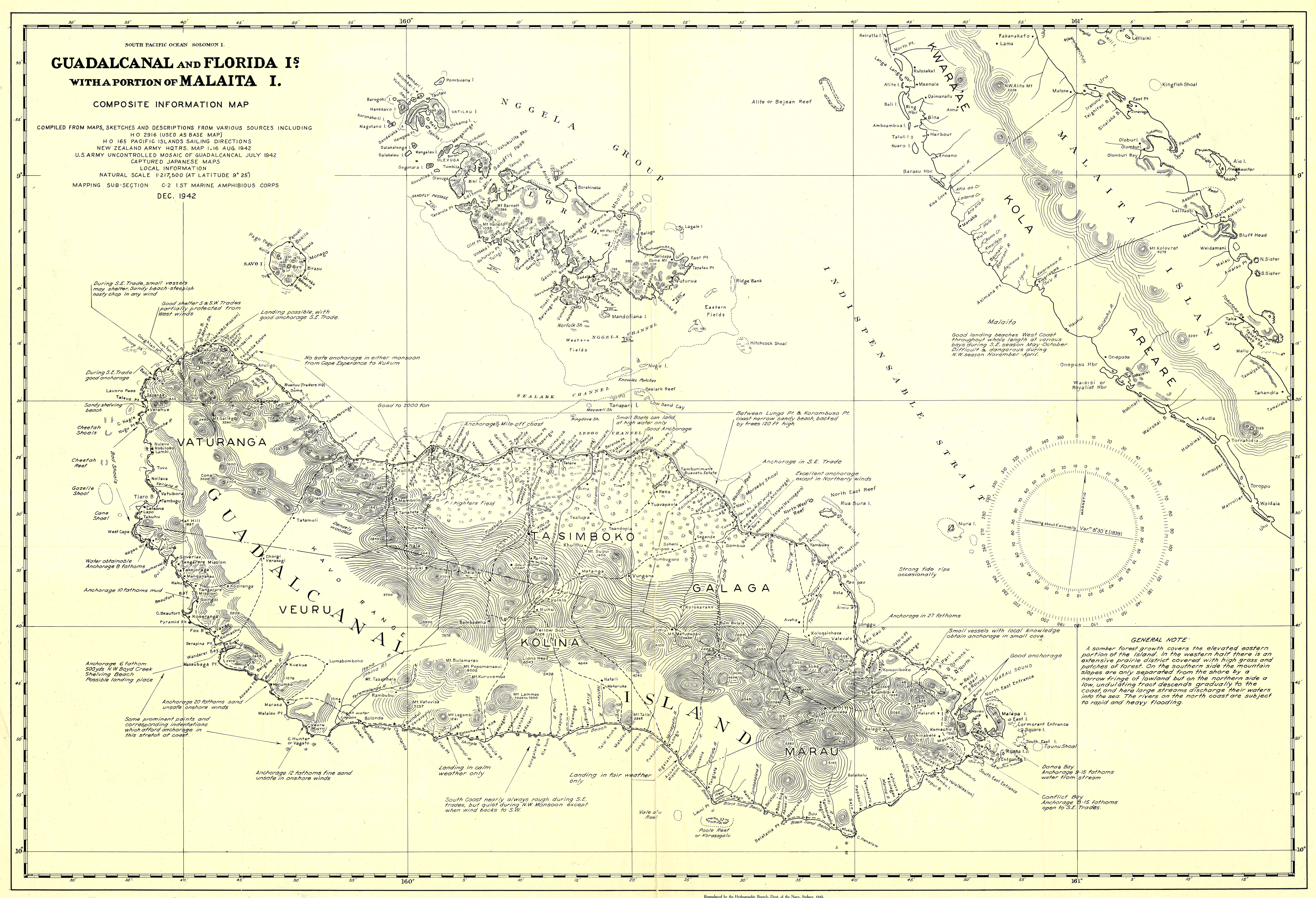
Die Handlungsorte des Romans

David erklärt Joan seine wirtschaftlichen Probleme (Kap. 5): Die neu angepflanzten Kokospalmen können erst nach sieben Jahren geerntet werden. Bis dahin muss er als Händler Geld verdienen und mit einem Handelsschiff die Waren und Kontraktarbeitern transportieren. Nach dem Untergang seines Schiffes „Jessie“ und der Ermordung seines Händlers Oskar hat er keine Hoffnung mehr, die drei Jahre bis zur Nutzung der Plantage zu überbrücken. Dazu braucht er 18 000 Dollar. Joan hat bereits zuvor mit David über ihren Plan gesprochen, die Insel Pary-Sulay von der Regierung zu kaufen, dort mit schwarzen Arbeitern den Wald zu roden und eine Kokos-Plantage anzulegen. David rechnet ihr vor, dass ihre 8000 Dollar bei Weitem nicht ausreichen, um die Arbeiter so lange zu bezahlen, bis man Geld verdienen kann. Daraufhin bietet Joan David an, Teilhaberin seiner Plantage zu werden, in Sydney einen Schoner zu kaufen, die Handelsfahrten mit ihren Tahitianern zu übernehmen und selbst das Schiff zu führen, um den Kapitän zu sparen.
David lehnt zuerst ab und ihre folgenden Gespräche thematisieren das Frauenrollenbild ihrer Zeit. David fürchtet sich vor dem Gerede der Menschen, wenn zwei unverheiratete junge Leute auf einer Plantage zusammenleben, auch fordert er die Einstellung sowohl einer „Anstandsdame“ als auch eines Kapitäns. Joan kritisiert sein Frauenbild als veraltet. Sie will nicht heiraten und die Meinung der Öffentlichkeit interessiert sie nicht. Sie braucht keinen Vormund und keine Gouvernante. Vielmehr möchte sie mit ihm ungeschlechtlich partnerschaftlich zusammenarbeiten und als gleichberechtigt respektiert werden. Nach langen Diskussionen einigen sie sich auf einen Vertrag. Joan muss das Zugeständnis machen, das Schiff nicht selbst zu führen, sondern einen Kapitän einzustellen.

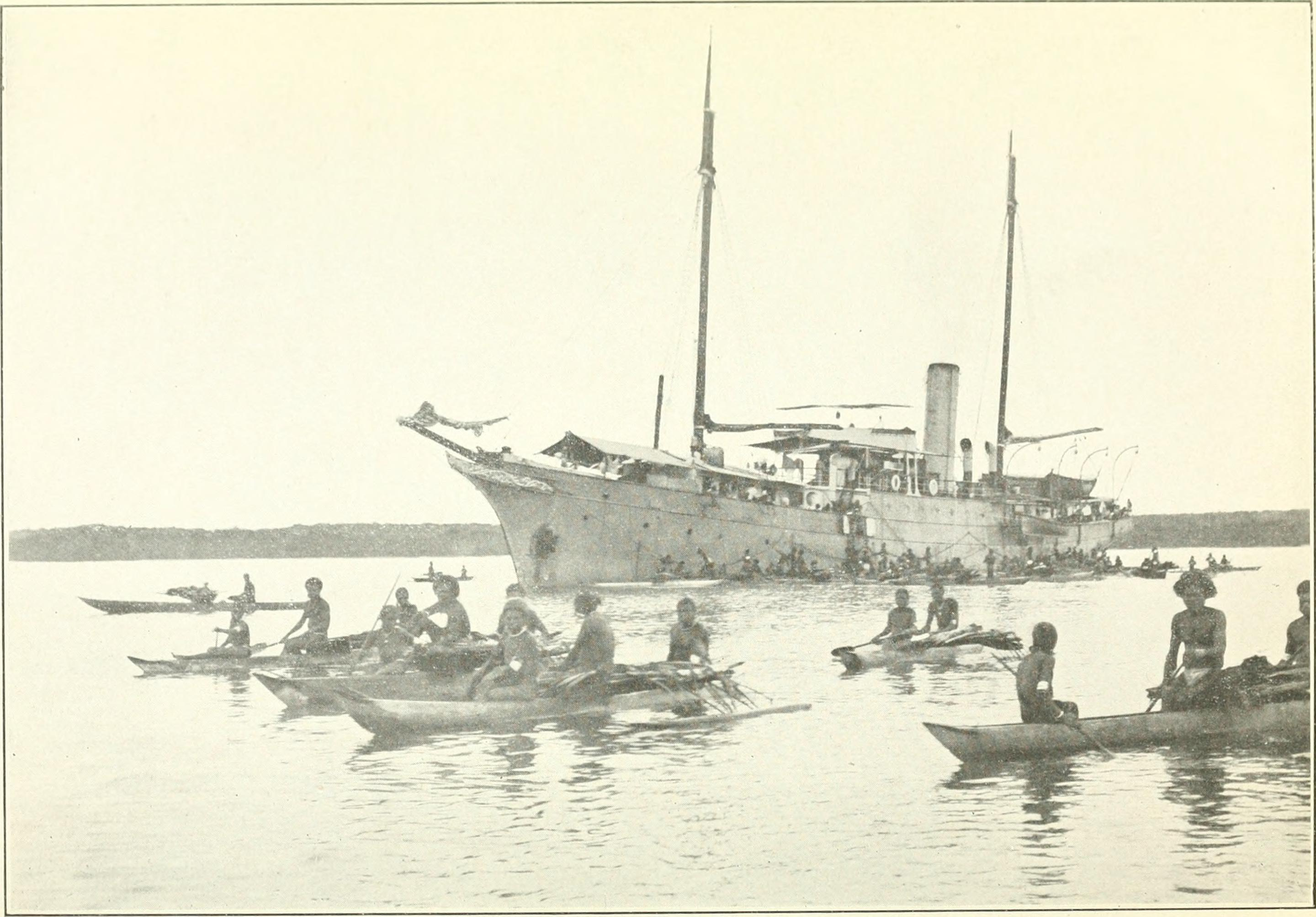
Melanesier Ende des 19. Jhs.

Die Plantage ist häufig Anlaufstelle von Schiffen, die Waren von anderen Stationen bringen. Die Kapitäne werden von David bewirtet und informieren ihn über Ereignisse in der Region. Christian Young bringt eines Tages die Nachricht, dass die „Matambo“, mit der Joan nach Sidney reisen wollte, repariert werden muss und ausfällt. (Kap. 6) Er schlägt ihr vor, mit einem anderen Schiff von der Insel „Tulagi“ aus zu reisen. Joan bricht sofort auf, und diese Fahrt führt zu einer Zufallskette, in der sie ihren unternehmerischen Geist beweisen kann: Sie lässt sich von ihren Tahitianern zuerst auf die Insel „Guvutu“ rudern, um vor der Sydney-Reise einzukaufen. Dort hört sie von der Versteigerung des Schoners „Martha“, der auf dem Punga-Punga-Riff vor Malaita gestrandet ist und dessen Bergung als zu riskant erscheint, weil das Schiff von Insulanern ausgeraubt und die Besatzung vertrieben wurde. Joan ersteigert die „Martha“ zu einem niedrigen Preis, heuert zwei Schiffe an, die „Emily“ und die „Fliberty-Gibbet“, rüstet ihre Tahitianer mit Gewehren aus und fährt zum Riff. Sie schleppen den Schoner frei, greifen die sie aus den Mangrovenwäldern beschießenden Insulaner an und entführen deren Häuptling Kina-Kina. Mit dieser Geisel erzwingen sie die Rückgabe der geraubten Ausrüstung und belohnen die Insulaner dafür sogar mit Tabak. Mit diesen Geschenken schafft Joan ein günstiges Klima für den Handel mit Arbeitern und nutzt dazu die drei Schiffe aus. Da die „Emily“ nur eine Lizenz für 50 und die „Flibberty-Gibbet“ für 35 angeworbene Arbeiter hat, umgeht Joan die Beschränkungen durch einen Trick: Sie lässt die mit Arbeitern beladenen Schiffe bei Ebbe auf eine Sandbank aufsetzten und die Menschen durch Umladen auf die lizenzlose „Martha“ retten. Bei Flut sind die Schiffe wieder frei und können erneut an der Küste Arbeiter aufnehmen. Formal ist das Ganze eine Rettungsaktion und der britische Kommissar Burnett, der die Schiffe festsetzen will, muss sie freigeben, weil ihm Joan mit einer Anzeige beim Regierungspräsidenten wegen Bestrafung einer Hilfeleistung droht.
Joan transportiert auf ihren Fahrten zwischen Sydney und den Salomon-Inseln Arbeiter und Waren und sie kauft für die Plantage nützliche Dinge ein: Mais-Samen zur Uferbefestigung, Bäume, Reitpferde für David und sich, Kühe zur Frischmilchversorgung usw. Nach mehreren Wochen kehrt sie zur Plantage zurück (Kap. 7). Als David von der Rodungsarbeit zurückkehrt, registriert Joan gerade die mitgebrachten 150 neuen Arbeiter und erzählt ihm von ihren Erfolgen. Sie betrachtet die „Martha“ als ihr Schiff und möchte sie, anstelle des engagierten alten Kapitäns Kinroß, gerne auf den Handelsfahrten führen, doch David willigt nur ein, sie mitreisen zu lassen. Aber sie lehnt es ab, mit Kinroß zusammen zu fahren, und erkrankt am Tag nach der Abreise des Schiffes an Fieber.

### Der Zweikampf um Joan
Nach Joans Genesung spricht David mit ihr über seine Liebe zu ihr. Sie will jedoch nur eine geschäftliche Beziehung, weil sie die Dominanz eines Mannes fürchtet und unabhängig sein will. So bleibt es bei der alten Situation (Kap. 8): David kümmert sich um die Plantage und sie organisiert den Haushalt und verbessert die Unterkünfte und die Versorgung der Arbeiter. Nachdem alte Verträge beendet sind und die aggressiven Malaitaner auf ihre Insel zurückkehren und durch neue ersetzt werden, nehmen die Spannungen mit den Insulanern ab. Umso überraschter ist David, als er und seine Aufseher vor der Reinigung der Unterkünfte versteckte Waffen und andere gestohlene Sachen finden. Die Diebe stellt man, auf Joans Fürsprache hin, vor die Wahl, nach Tulagi gebracht und vom Kommissar bestraft zu werden oder mit Lohnabzügen oder zusätzlicher Arbeit auf der Plantage zu bleiben. Sie entscheiden sich für das kleinere Übel, doch wie sich bald herausstellt, ist damit die Lage nicht unter Kontrolle. Der Anführer eines offenbar geplanten Aufstands, Gogoomy, greift Joan bei ihrem Ausritt durch die Plantage mit einer Sense an. Ihr gelingt leicht verletzt die Flucht und die Gruppe flieht in den Busch.
David stellt eine Truppe zusammen und fängt zahlreiche Ausreißer ein. Gleichzeitig kommt von den Goldsuchern die Nachricht, sie seien von Buschleuten angegriffen worden. (Kap. 9) Diese Expedition ist vor einiger Zeit mit dem Schoner „Martha“ an Davids Anlegestelle angekommen. (Kap. 6) Die Führer Von Blix und John Tudor verhandelten mit ihm über die Ausleihe von Arbeitern für den Transport ihrer Ausrüstung den Balesuna-Fluss hinauf zu den Bergen im noch unerforschten Inselinneren. (Kap. 6) Blix segelte weiter nach Malaita, um dort eine ähnliche Expedition zu organisieren, verlor aber die später von Joan ersteigerte „Martha“ auf einem Riff. Tudor blieb zur Vorbereitung der Expedition einige Tage in der Plantage. Er unterhielt David und vor allem die ihm begeistert zuhörende Joan mit Geschichten aus seinem gefahrvollen, abenteuerlichen Leben. Beide fühlten sich als moderne Amerikaner dem bedächtigen, vorsichtig operierenden Engländer David überlegen, der eifersüchtig Joans Kommentare zu Tabors riskanten Aktionen anhörte. (5. Und 6. Kap.) Nach dem Aufbruch der Goldsucher ins Innere der Insel haben David und Joan lange Zeit nichts mehr von ihnen gehört. Nun dringen sie mit einer Suchmannschaft auf gefährlichen Pfaden in den dunklen dichten Wald ein und retten den kranken Tudor. Anschließend suchen sie nach anderen Überlebenden. Vor einer Hütte finden sie einen Buschmann mit Gogoomys abgeschnittenem Kopf. Er wurde von den Kannibalen getötet und verspeist. Bald darauf identifizieren sie in einem Kopfjäger-Dorf die Schädel der weißen Schatzsucher. Sie zünden die Hütten an und kehren um.
Nach der Rückkehr auf die Plantage (Kap. 10) pflegt Joan Tudor gesund und dieser zeigt sein Interesse an ihr immer offener. Als er sie umarmen will, weist sie ihn ab und beklagt sich bei David wegen seines Übergriffs. Tudor ist in seinem Ehrgefühl gekränkt und richtet seine Wut gegen seinen Rivalen. Er provoziert ihn und schlägt ihm ein Duell in Form eines Kampfspiels auf der Plantage mit listigen Täuschungen und Angriffen aus dem Hinterhalt vor. (Kap. 11) Scheldon hält dies anfangs für einen Scherz und eine unzeitgemäße Form, sich um eine Frau zu schlagen, will aber nicht als feige erscheinen. Während Tudor mit allen Mitteln versucht, seinen Feind zu töten, schießt Scheldon ihn gezielt kampfunfähig. Seine Schulterverletzung wird verarztet. David und Joan, die durch ihre Erfahrungen mit den Kopfjägern ihre Illusionen über ein romantisches Abenteuerleben verloren hat und von Davids vorsichtiger Methode überzeugt wurde, beschließen, noch am selben Tag zu heiraten.

## Form
Die linear entwickelte, auf der Plantage und der Insel spielende Haupthandlung folgt im Wesentlichen den Aktionen des Protagonisten Scheldon und wird vorwiegend in personaler Form aus seiner Perspektive, gelegentlich aus der Joans, geschildert. Alle Geschehnisse auf den anderen Inseln oder auf See, wie Joans Ersteigerung der „Martha“, oder Ereignisse aus der Vergangenheit, z. B. die Lebensgeschichten Joans und Tudors, werden in Gesprächen erzählt.
Der Handlungsaufbau orientiert sich, v. a. in den letzten Kapiteln, an Mustern der Trivialliteratur: gefährliche Abenteuer, Konfliktsituationen, Dreiecksbeziehung mit Rivalität und Kampf der Männer um eine Frau, die sich in Happy-End-Harmonie für den charakterstarken und besonnenen Helden entscheidet und nicht für den unterhaltsamen Abenteurer.
Die Gespräche mit den Insulanern werden in Salomonen-Pidgin geführt. London hat die Merkmale dieser Kreolsprache in einem Zeitungsartikel beschrieben.

## Autobiographische Bezüge und Rezeption
Der Autor kannte die Handlungsorte seines Romans aus eigener Anschauung: Von 1907 bis 1909 unternahm er mit seiner Frau Charmian eine Südseereise, zunächst auf die 1898 von den USA annektierten die Hawaii-Inseln. Auf Maui traf er die 1893 entthronte Königin Liliʻuokalani, vertrat die Interessen der Insulaner und unterstützte deren Kritik an der Kolonialpolitik. Auch besuchte er die Leprakranken aus verschiedenen Herkunftsländern auf der Insel Molokaʻi und sah die multi-ethnische Gemeinschaft von Kranken und Pflegern als Modell für eine demokratische Gesellschaft an. Im Oktober 1907 erreichte er die Marquesas-Inseln (Frz. Polynesien). Auf Tahiti war er von einem Weißen beeindruckt, der ein einfaches, naturverbundenes Leben suchte. Auf den Gesellschaftsinseln wurde er gastfreundlich bewirtet.
Die Reisestationen Londons entsprechen im Wesentlichen denen der weiblichen Hauptfigur des Romans „Die Insel Berande“: Joan Lackland wurde auf Hawaii geboren und verbrachte dort ihre Kindheit. Ihr Vater betrieb eine Viehranch und eine Zuckerplantage auf Maui. Nach seinem Bankrott durch einen Wall-Street-Börsensturz versuchte er einen Neuanfang, segelte mit seiner Tochter nach den Marquesas und kaufte Land auf Nuka-Hiva, musste aber das Projekt aufgeben. Nach seinem Tod fuhr Joan nach Tahiti und anschließend auf die Salomon-Inseln. In ihrem Lob der zuverlässigen und treuen tahitianischen Seeleute spiegelt sich offenbar Londons Eindruck von den freundlichen Polynesiern.

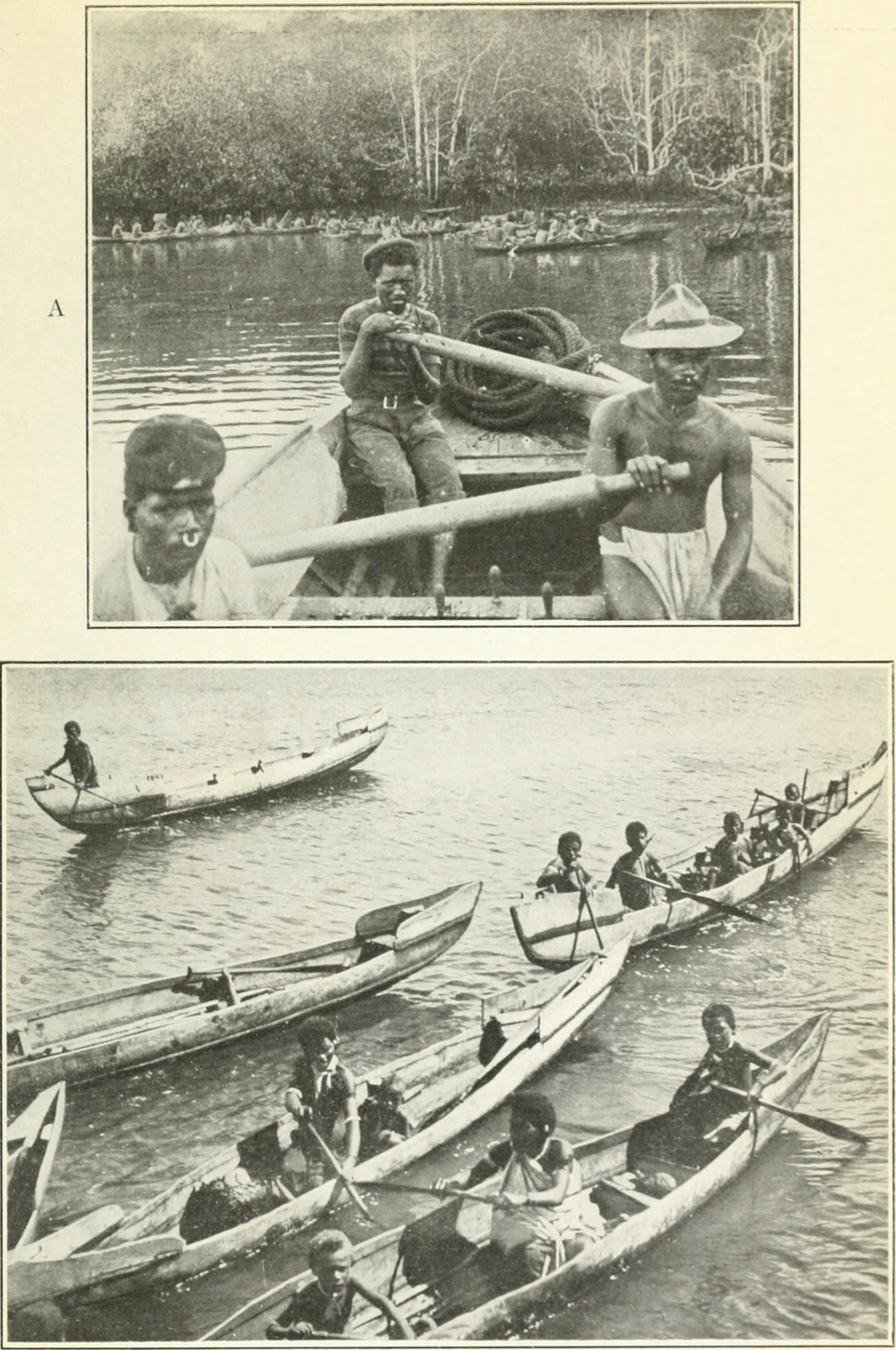
Salomon-Insulaner

Vom 15. Juli bis 8. August wohnte London auf der Pennduffryn-Plantage auf der Insel Guadalcanal, dem Vorbild für die am selben Ort lokalisierte Berande-Plantage. Von hier aus erkundete er die Inselwelt und verarbeitete seine Erlebnisse in seinem Roman. In der Zeit seines Aufenthaltes wurde ihm, z. B. durch seinen Gastgeber Harding, ein eher negatives Bild von den Salomon-Insulanern vermittelt: Kopfjäger und Kannibalen, welche den Leichtsinn der Weißen ausnutzen, um sie zu überfallen, oder unfreundliche und barbarische Schwarze, die von den weißen Plantagenbesitzern zur Arbeit angetrieben und diszipliniert werden müssen. Anschließend segelte London mit dem Schiff „Minota“ des von den Insulanern getöteten Kapitäns Mackenzie, auf dem noch Spuren des Überfalls, Axthiebe an einer Kajütentür, zu sehen waren, zur Langa-Langa-Lagune auf der Insel Malaita, an Binu vorbei, wo die im Roman geschilderte Ermordung Mackenzies geschah.
Die Beurteilung der Insulaner durch die weißen Kolonisten, vermischt mit seinen Eindrücken, lässt der Autor am Anfang des Romans von David Scheldon vortragen: Er bezeichnet die Arbeiter als „Nigger, wollköpfige Menschfresser, schwarzhäutige Wilde, Kannibalen“ und fasst zusammen: „Dass sie einer tiefstehenden Rasse angehörten, sah man auf den ersten Blick. Es waren Menschenfresser. Ihre Gesichter waren unsymmetrisch und tierisch, ihre Körper garstig und affenartig.“ Über einen Häuptling sagt er: „seine […] kleinen Augen zeugten von Grausamkeit und List.“ (Kap. 1) Von dieser Charakterisierung aus gibt Scheldon im 3. Kapitel Mackenzie die Schuld an seiner Ermordung: „Er glaubte auch an die Macht der Freundlichkeit. Er war überzeugt, Vertrauen wecken zu können, wenn er keine Waffen trug […] Er wurde mit dem Beil erschlagen. Sein Kopf befindet sich auf Malaita. Es war der reine Selbstmord.“
Dieses Melanesien-Bild wird im Roman von den beiden Protagonisten diskutiert und differenziert: Joan Lackland kommt mit einer anderen Einstellung auf die Insel. Sie kritisiert die Arbeits- und Wohnverhältnisse sowie die schlechte Bezahlung der Kontraktarbeiter und setzt Reformen durch. So bessern sich die Beziehungen zwischen den Weißen und den Insulanern am Ende des Romans.
In der Rezeption werden vorwiegend zwei Aspekte diskutiert. Einmal Londons Schilderung der Zustände der Inselwelt und ihrer Bewohner und sein soziales Engagement, von der emanzipierten Joan Lackland repräsentiert, zweitens – in der jüngeren Forschung – das Welt- und Menschenbild des Autors, im Roman v. a. durch die Darstellung Davids, aber auch teilweise Joans, in ihrem Kampf um den Schoner „Martha“, repräsentiert.
Alfred Hornung beschreibt in seiner Biographie neben Londons Drang nach Selbstverwirklichung, seinem Engagement für Unterprivilegierte und der Wertschätzung der Natur auch seine zeittypische Vorstellung von der Überlegenheit der weißen Kolonialisten gegenüber den indigenen Ethnien. Er habe sich für die Evolutionslehre Darwins und David Starr Jordans Theorie der Eugenetik interessiert. Darwins Gedanke der natürlichen Selektion habe er am Beispiel seines Überlebenskampfes bestätigt gesehen, ebenso im rücksichtslosen Wettbewerb der großen kapitalistischen Konzerne und deren Methoden, ihre Konkurrenten auszuschalten und sogar vom menschlichen Leiden zu profitieren.

## Adaption
1925: US-Film „Adventure“, Regie: Victor Fleming